# Pseudodipsas eone
Pseudodipsas eone är en fjärilsart som beskrevs av Felder 1860. Pseudodipsas eone ingår i släktet Pseudodipsas och familjen juvelvingar. Inga underarter finns listade i Catalogue of Life.

## Bildgalleri

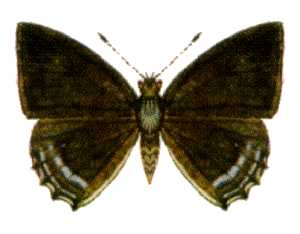